# Neal Purvis
Neal Purvis (* 9. září 1961) je anglický scenárista, který se k roku 2012 společně s Robertem Wadem podílel na vzniku pěti filmových bondovek, z nichž první byla Jeden svět nestačí a poslední Skyfall. Dvojice, spolupracující také na dalších projektech, byla britským deníkem The Times označena „za jedno z nejúspěšnějších scenáristických partnerství ve Velké Británii“.

## Osobní život
Narodil se roku 1961 do rodiny fotografa. Wadea potkal na studiích Kentské univerzity, kde byli spolubydlícími. Společně začali hrát v hudební kapele. Univerzitu opustil předčasně a následně absolvoval obor filmové a fotografické umění s bakalářským diplomem (B.A.). Šest let psal scénáře pro videoklipy jako ghostwriter.
Producentka Barbara Broccoliová najala Purvise s Wadeem k napsání scénáře pro bondovku Jeden svět nestačí poté, co zhlédla film Plunkett & Macleane (1999) a jejich práci ocenila slovy „temné, vtipné, sexy a nápadité“.
Za scénář k bondovce Casino Royale byl s Wadeem nominován na Zlatý glóbus a Saturnovu cenu v kategorii nejlepší scénář.

## Filmografie

### Scenárista s Robertem Wadeem
- Dej mu to (1991)
- Plunkett & Macleane[3] (1999)
- Jeden svět nestačí[3] (1999) (s Brucem Feirstein)
- Dnes neumírej[3] (2002)
- Johnny English[3] (2003) (s Williamem Daviesem a Peterem Howittem)
- Stoned (2005) (s Geoffreym Giulianem)
- Casino Royale (2006) (s Paulem Haggisem)[5]
- Quantum of Solace (2008) (s Haggiswm)
- Skyfall (2012) (s Johnem Loganem)[6]
- Spectre (2015)